# Solaætta
Solaætta fue un clan familiar muy influyente durante la Era vikinga en Sola, Rogaland en Noruega, de origen muy antiguo y cuya figura principal fue Erling Skjalgsson. Con la práctica desaparición del clan Hårfagreætta, y nula credibilidad de los que reivindicaban su herencia, los Solaætta tuvieron un notable protagonismo en la política y la oportunidad de lograr el trono noruego a principios del siglo XI. Las aspiraciones del clan se vieron truncadas con la política de «divide y vencerás» de Olaf II el Santo, conocedor de las debilidades internas de una sociedad sujeta a constantes cambios y alianzas y que contribuyó a crear enemistades entre grupos familiares. Los reyes noruegos Olaf III y su hermano Magnus II de Noruega eran herederos de los Solaætta.

## Hordaætta
Los caudillos de Sola eran descendientes de los reyes de Hordaland por lo que también se les conoce como Hordaætta:
- Svåsi Asathorsson, hijo de Asathor, a su vez hijo de Odín.
- Hrolf in Bergi Svåsason
- Solgi Hrolfsson
- Kaun Solgasson
- Bodvar Svina Kaunsson
- Thorir Svina Bodvarsson
- Orn Hyrna Thorisson
- Aun Arnasson